# Molden (Programm)
Molden ist ein Programm um molekulare und elektronische Strukturen zu visualisieren.

## Hauptbestandteile
Molden kann die Output-Dateien von GAMESS, Gaussian, MOLPRO, ORCA, PySCF, semiempirischen Paketen wie MOPAC und einer Reihe weiterer Formate lesen. Die Molekülorbitale oder die Elektronendichte können als Konturplot oder 3D-Gitter-Plot angezeigt und in einer Vielzahl von graphischen Formaten ausgegeben werden. Reaktionspfade und Molekülschwingungen können animiert werden und es gibt einen Z-Matrix-Editor. Außerdem kann Molden verschiedene Dateiformate mit Kristallstrukturinformationen lesen. Mit Gmolden besteht außerdem eine OpenGL-Version des Programms.
Ambfor, das zentrale Kraftfeldmodul von Molden, ist ein externes Programm, das über Molden gestartet werden kann. Ambfor kann Geometrien sowohl mit Amber- (für Proteine) als auch GAFF-Kraftfeldern (für kleine Moleküle) optimieren. Primärer Unterschied ist die Rechenzeit, die bei GAFF verhältnismäßig hoch ist.
Das Programm Molden wurde auf verschiedenen Plattformen (Linux, Windows NT, Windows 95, Windows 2000, Windows XP, Mac OS X, IRIX, Solaris und weiteren) getestet.